# Живорад Игић
Живорад Игић (Бабин Мост, код Обилића, 13. октобaр 1942 – Београд, 13. март 2003) био је српски новинар и политичар. Игић је радио као новинар Радио Приштине, одговорни уредник косовског „Комуниста”.

## Биографија
Основну и Учитељску школу завршио је у Приштини и дипломирао на Групи за српскохрватски језик и југословенску књижевност Филозофског факултета у Приштини. Магистрирао на Факултету политичких наука у Београду. Радио је једно време као учитељ у Приштини, потом био новинар у информативно-политичкој редакцији Радио Приштине. Био је одговорни уредник косовског издања „Комуниста“ и  главни и одговорни уредник Јединства (18. априла до 18. децембра 1989), када се политички ангажује. 
Био је члан Председништва ОК СК Приштине, ПК СК Косова, РК ССРН Србије и СК ССРН Југославије. Председавао је Покрајинским комитетом радног народа кад су се Савез комуниста Србије и ССРН стопили у једну странку. Био је члан СПС-а од оснивања. У тој партији је био члан Извршног одбора Главног одбора, потпредседник странке и председник Покрајинског одбора СПС-а за Косово и Метохију. Био је народни посланик у Скупштини Републике Србије и мајор у резерви. 
Објавио је неколико књига везаних за косовску кризу и парламентаризам у Србији. У рукопису му је остало неколико необјављених дела из домена проучавања косовске кризе. Добитник је више награда, признања и одликовања, међу њима и Награде „Светозар Марковић“ Удружења новинара Србије. 
Преминуо 13. марта 2003. године, у Београду, у 60. години живота, сахрањен на Новом бежанијском гробљу.
Отац је новинара РТС-а Андрије Игића.

## Дела
- Косово и Метохија: (1981-1991): увод у југословенску кризу: дневник у три књиге (1992, 1996 и 1998)
- Велики испит демократије: први послератни вишестраначки скупштински и председнички избори у Републици Србији, 1994.
- Србија између беле куге и експлозије рађања, 1995.
- Револуционарни и ослободилачки значај покрета политике несврстаности, 1984.